# Rafi ibne Alaite
Rafi ibne Alaite ibne Nácer ibne Sair (Rafi ibn al-Layth ibn Nasr ibn Sayyar - lit. "Rafi, filho de Alaite, filho de Nácer, filho de Saiar") foi um nobre árabe coraçane que liderou uma rebelião em larga escala contra o Califado Abássida entre 806 e 809.

## Vida

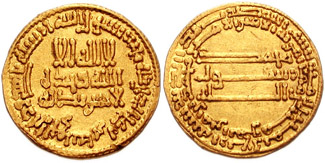
Dirrã de Harune Arraxide r.

Rafi era neto do último governador omíada do Coração, Nácer ibne Saiar, e serviu como governador de Samarcanda sob Ali ibne Issa ibne Maane, o governador do Coração. A impiedosa exploração da província e medidas fiscais opressivas encabeçadas por Ali causaram muito ressentimento entre as elites locais. Consequentemente, quando em 806 Rafi lançou uma revolta em Samarcanda, ela espalhou-se rapidamente pela província, achando suporte entre os árabes e iranianos. Rafi também assegurou o apoio dos turcos oguzes e carlucos.
O califa Harune Arraxide demitiu Ali e substituiu-o por Hartama ibne Aiane, e em 808 marchou para leste para lidar com a situação, mas morreu em março de 809 enquanto estava em Tus. Após a morte de Harune, Rafi escolheu render-se para o filho de Harune e novo governador do Coração, Almamune. Rafi foi perdoado e nada mais se sabe sobre ele.